# タワーヒーンの戦い
タワーヒーンの戦い（タワーヒーンのたたかい, アラビア語: وقعة الطواحين, ラテン文字転写: Waqʿat al-Ṭawāhīn）は、885年にアブル＝アッバース（後のアッバース朝のカリフのムウタディド）が率いるアッバース朝軍と、当時エジプトとシリアを統治していたフマーラワイフが率いるトゥールーン朝軍の間で起こった戦闘である。戦闘は現代のイスラエルのラムラ近郊で発生し、トゥールーン朝の勝利に終わった。
884年にフマーラワイフがアフマド・ブン・トゥールーンの後を継いでトゥールーン朝の支配者になると、アッバース朝の中央政府はフマーラワイフが統治する地域への支配権を再び主張するようになり、同年にシリア北部へ侵攻した。885年の初頭にはアッバース朝が優位な状況を築き、これに対してフマーラワイフは自ら軍隊を率いてアッバース朝軍のエジプトへの侵攻を阻止しようした。両軍はラムラ近郊のアッ＝タワーヒーンで戦闘におよび、当初はアブル＝アッバースの率いるアッバース朝軍が勝利してフマーラワイフの陣地を略奪したものの、その後トゥールーン朝軍の伏兵による奇襲を受けてアッバース朝軍は敗れ、アブル＝アッバースはタルスースまで逃亡した。
この戦いの結果、アッバース朝の軍隊はシリアからの撤退を強いられ、シリアにおけるトゥールーン朝の支配が再び確立された。さらに翌年にはアッバース朝の本拠地であるイラクに隣接するジャズィーラもトゥールーン朝の勢力下に入り、最終的にアッバース朝はトゥールーン朝によるエジプトとシリアの支配を正式に認める条約の締結を余儀なくされた。

## 背景
9世紀のアッバース朝の下でトゥルク人の軍人であるアフマド・ブン・トゥールーン（以下、イブン・トゥールーン）が868年にエジプト総督の地位を獲得することに成功した。そしてエジプトの莫大な富を活用して独自の軍隊を作り上げ、アッバース朝の中央政府の不安定な状況を利用し、その後の数年間で事実上の独立政権であるトゥールーン朝を成立させた。しかし、一方では実権を失っていたアッバース朝のカリフであるムウタミド（在位：870年 - 892年）の宗主権を認め、自身の治世のほとんどの期間において歳入の一部を中央政府へ送り続けていた。イブン・トゥールーンはムウタミドの兄弟でアッバース朝政府の実権を握っていた執政のムワッファクにとって強力な対抗者となった。ムワッファクは877年にイブン・トゥールーンからエジプトを奪還しようと試みたが、この試みは完全な失敗に終わった。その翌年にイブン・トゥールーンはシリアにおける支配を、北へはビザンツ帝国との国境地帯、東へはジャズィーラ西部のラッカにまで拡大し、アッバース朝の中核地帯であるイラクに直接接するようになった。

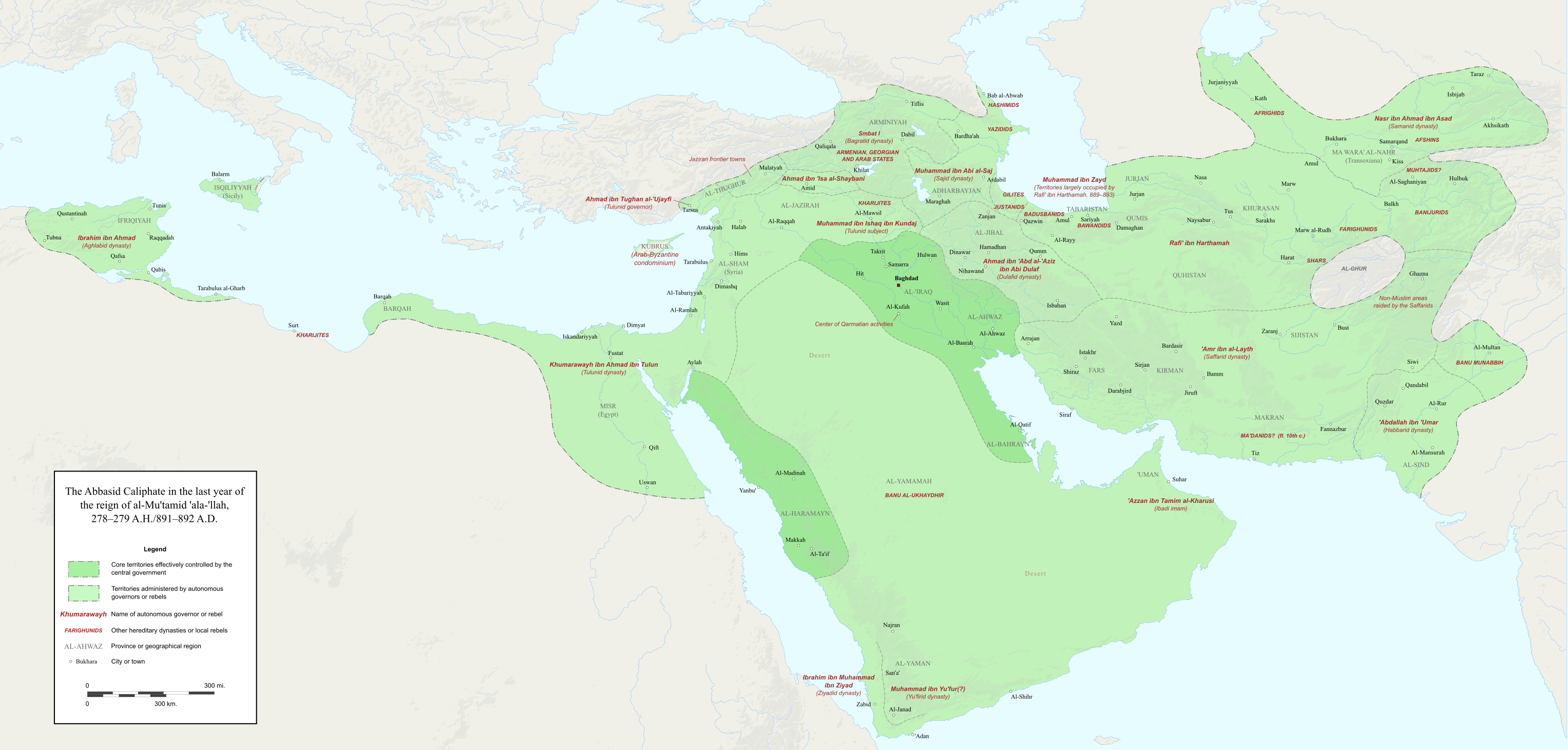
アッバース朝のカリフのムウタミドが死去した892年の時点におけるアッバース朝の分裂状況を表した地図。
アッバース朝の中央政府の直接統治下にある地域…濃緑
アッバース朝の名目的な宗主権を認める自立した政権の支配地…薄緑

イブン・トゥールーンとムワッファクの関係は、ムウタミドが自分の独立と権力を取り戻すために二人を互いに争わせようとしたことからさらに緊迫したものとなった。ムウタミドは882年にイブン・トゥールーンの支配地へ逃げ込むことでムワッファクの支配から逃れようとしたが、途中でジャズィーラとモースルの総督であるイスハーク・ブン・クンダージュに捕らえられ、イラクへ送り返された。この出来事は両者の公的な断交へとつながった。ムワッファクはアッバース朝全土のモスクで公然とイブン・トゥールーンを罵倒させ、イスハーク・ブン・クンダージュを擁護し、イブン・トゥールーンから総督の地位を剥奪するように命じた。一方でイブン・トゥールーンも同様にムワッファクを公然と罵倒してカリフ位継承権第二位の地位からムワッファクを追放すると宣言し、ムワッファクに対する「聖戦」を布告した。
しかし、イブン・トゥールーンは884年5月に死去し、トゥールーン朝の重臣たちの承認を得て次男のフマーラワイフが後継者となったものの、アッバース朝の宮廷からの承認は得られなかった。ムワッファクはフマーラワイフのエジプトとシリアに対する支配権を認めず、それまで継続していたトゥールーン朝との交渉を直ちに打ち切った。その後、トゥールーン朝の有力な将軍であるアフマド・ブン・ムハンマド・アル＝ワースィティーがムワッファクの下へ離反し、「若くて経験のない」フマーラワイフに戦争を仕掛け、アッバース朝政府のためにフマーラワイフが支配する地域を取り戻すように進言した。

## 戦いの序章 — アッバース朝のシリア侵攻
アッバース朝の当初の侵攻はシリアとエジプトの名目上の総督に任命されたイスハーク・ブン・クンダージュと、もう一人の将軍であるムハンマド・ブン・アビッ＝サージュが統率した。ムワッファクから激励を受け、援軍の派遣を約束された二人の将軍は、884年の半ばにシリアへ進軍した。これに対してダマスクスのトゥールーン朝の総督はすぐにアッバース朝側へ寝返り、アッバース朝軍はアンティオキア、ヒムス、およびアレッポを支配下に収めることができた。アッバース朝軍の侵攻を知ったフマーラワイフはシリアに軍隊を派遣した。トゥールーン朝の軍隊はまずダマスクスへ進軍し、そこでアッバース朝側へ離反した総督に逃亡を強いると、オロンテス川沿いのシャイザールに進出した。しかしながら冬の到来によって戦争行為は収まり、双方とも陣営にとどまって季節が過ぎるのを待った。

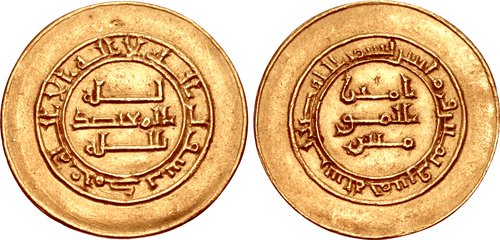
ヒジュラ暦285年（西暦892年/893年）に鋳造されたムウタディドのディナール金貨。

やがてムワッファクが約束していた援軍がムワッファクの息子であるアブル＝アッバース（後のアッバース朝のカリフのムウタディド）の指揮の下でイラクから到着した。援軍が加わったアッバース朝軍はトゥールーン朝の軍隊が依然として陣地を構えていたシャイザールへ進軍した。この動きに完全に不意を突かれたトゥールーン朝軍は戦闘で敗北し、多くのエジプト人が殺害された。生き残った兵士はダマスクスへ逃れたが、アッバース朝の軍隊が進軍していることを知ると都市を放棄し、885年2月にアッバース朝軍によるダマスクスの奪還を許した。トゥールーン朝の軍隊はパレスチナのラムラまで南下を続け、そこでフマーラワイフに出来事の経過を書き送った。これに対してフマーラワイフは自ら指揮を執ってアッバース朝軍に対抗することを決意し、エジプトからシリアに向けて出発した。
同じ頃にアブル＝アッバースはダマスクスを出発してラムラへ向かい、その道中でフマーラワイフがシリアに到着したことを知った。しかしながら、この時点でアッバース朝の軍隊は指揮官たちの間の口論によって内紛を起こしていた。口論の原因はアブル＝アッバースがイスハーク・ブン・クンダージュとムハンマド・ブン・アビッ＝サージュの両者を臆病であるとして非難したことにあった。侮辱を受けた二人の将軍は軍事行動を放棄することに決め、残されたアブル＝アッバースが単独でフマーラワイフの軍隊と対峙することになった。

## 戦闘
両軍は885年4月5日か6日にラムラ近郊に位置するアッ＝タワーヒーンと呼ばれる村で遭遇した（ただしマクリーズィー（1442年没）などの後のエジプト人による史料では、恐らく誤りである8月7日とされている）。イスハーク・ブン・クンダージュとムハンマド・ブン・アビッ＝サージュが去った影響もあり、フマーラワイフの軍隊は数的にはかなり有利であったと伝えられている。歴史家のキンディー（961年没）によれば、トゥールーン朝の軍隊が70,000人の規模であったのに対し、アブル＝アッバースの軍隊はわずかに4,000人の規模であった。このような状況にもかかわらず、両軍の最初の交戦はアッバース朝側の優勢で進んだ。フマーラワイフはすぐに戦う気力を失い、歴史家のタバリー（923年没）によれば、「ロバの背に乗って」軍隊の一部を引き連れエジプトへ逃げ帰った。
戦いにおける勝利を確信したアッバース朝軍はトゥールーン朝軍の陣地の略奪を始め、アブル＝アッバースは自らフマーラワイフの天幕に陣取った。しかし、トゥールーン朝軍の一部はサアド・アル＝アイサルの指揮下に残り、アブル＝アッバースの軍隊を奇襲するために伏兵を置いて待ち構えていた。戦いの成功によって警戒を解いていたアッバース朝軍は、タバリーによれば「すでに武器を置いて兵舎に落ち着いていた」ために、サアド・アル＝アイサルの部隊の攻撃によって完全に打ち破られ、多大な犠牲者を出して何人かの上位の指揮官も殺害された。フマーラワイフが戦場に引き返してきたと誤認したアブル＝アッバースは残った部下とともに脱出を決断し、一方でトゥールーン朝の部隊はアブル＝アッバースの陣地を略奪した。

## 戦闘後の経過

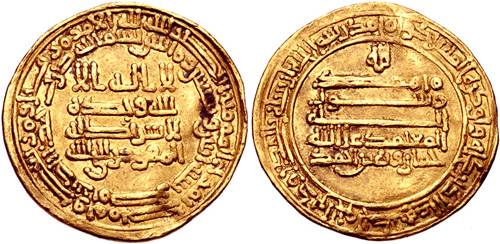
ヒジュラ暦272年（西暦885年/886年）に鋳造されたフマーラワイフのディナール金貨。名目上の宗主権を持つアッバース朝のカリフのムウタミドと後継者に指名されていたムファッワドの名も刻まれている。

戦いの後にアブル＝アッバースは逃げ延びることに成功した「ごく少数」の配下の者とともに北へ向かって無秩序に撤退した。そして最初にダマスクスに到着したが、住民はアブル＝アッバースが都市に入ることを拒否し、結局ビザンツ帝国との国境に近いタルスースへ向かった。タルスースではしばらくの期間留まっていたものの、885年の半ばに住民によって都市から追い出され、最終的にシリアから撤退してイラクへ戻ることを決断した。
フマーラワイフはエジプトで戦いの結果を知った。そしてサアド・アル＝アイサルの勝利を喜び、すぐさま軍隊をシリアへ送り返してシリア一帯に対する支配権を回復させた。アッバース朝軍の兵士の大部分は捕らえられてエジプトへ連行されたが、アッバース朝と和解する意思を持っていたフマーラワイフはイラクへの帰還を望んだ兵士を身代金なしで送り返し、残った兵士にはエジプトに定住する機会を与えた。一方で勝利を収めたサアド・アル＝アイサルはダマスクスへ向かい、そこでフマーラワイフに対して反乱を起こしたものの、結局は敗れて殺害された。
フマーラワイフはこの勝利に続くその後の数年間に自国の領土を大幅に拡大することに成功した。886年後半にはジャズィーラへの攻撃を開始し、イスハーク・ブン・クンダージュを破って敗走させ、ジャズィーラをトゥールーン朝の勢力下に置いた。その直後にフマーラワイフはムワッファクと交渉を開始し、886年12月にアッバース朝がフマーラワイフを30年間その領土の世襲統治者として承認する条約をアッバース朝政府との間で締結した。その後、イスハーク・ブン・クンダージュとムハンマド・ブン・アビッ＝サージュがジャズィーラの奪還を試みたものの失敗に終わり、最終的にイスハーク・ブン・クンダージュはフマーラワイフに服従した。890年にはタルスースの総督のヤズマーン・アル＝ハーディムもフマーラワイフに対する忠誠を宣言し、キリキアもトゥールーン朝の支配下に入った。
しかしながら、トゥールーン朝の成功は一時的なものに終わった。892年にカリフとなったアブル＝アッバースは条約によってジャズィーラを取り戻すことに成功し、さらに896年にフマーラワイフが暗殺されると、トゥールーン朝の不安定な状況に付け込んでシリア北部とキリキアの支配を回復することにも成功した。そしてついに905年には、アッバース朝がトゥールーン朝の領土をアッバース朝の下に完全に再統合し、トゥールーン朝の統治を急速に崩壊させることになる軍事行動を起こした。